# Unna
Unna je město v německém spolkovém státě Severní Porýní-Vestfálsko. Je hlavním městem zemského okresu Unna. V roce 2006 zde žilo 67 662 obyvatel.

## Historie
První zaznamenaná zmínka o městě pochází z listin kolínského poutního biskupa ze 6. srpna 1032 v listinách. Původně byla Unna hlavně zemědělským městem, v 19. století se zde však začal vysoce rozvíjet průmysl. Ve staré části města se nachází množství roubených budov postavených mezi 16. a 19. stoletím. Tato část města přežila bombardování spojeneckými vojsky během 2. světové války, a po jejím skončení se stala jakousi vstupní bránou do moderního města.

## Partnerská města
- Ajka, Maďarsko
- Döbeln, Sasko, Německo
- Kirklees, Spojené království
- Palaiseau, Francie
- Pisa, Itálie
- Waalwijk, Nizozemsko

## Části města
| - Unna - Massen - Königsborn - Uelzen - Mühlhausen - Lünern - Stockum | - Westhemmerde - Billmerich - Hemmerde - Afferde - Siddinghausen - Kessebüren |